# Strangers with Candy
Pour l’article homonyme, voir Strangers with Candy (film).
Strangers with Candy est une série télévisée américaine en 30 épisodes de 23 minutes créée par Amy Sedaris, Stephen Colbert, Paul Dinello (en) et Mitch Rouse (en), produite et diffusée par Comedy Central du 7 avril 1999 au 2 octobre 2000.
En 2007, elle est classée 30e des séries télévisées cultes de TV Guide.
Cette série est inédite dans les pays francophones.

## Synopsis
Geraldine Antonia « Jerri » Blank est une « junkie whore » de 46 ans. Elle décide de quitter la vie de la rue pour reprendre ses études au lycée de la ville fictive de Flatpoint.

## Distribution
- Amy Sedaris : Geraldine « Jerri » Antonia Blank
- Stephen Colbert : Charles « Chuck » Noblet
- Paul Dinello (en) : Geoffrey Jellineck
- Roberto Gari (en) : Guy Blank
- Greg Hollimon (en) : Principal Onyx Blackman
- Deborah Rush : Sara Blank
- Larc Spies (en) : Derrick Blank
- David Pasquesi : Stew
- Sarah Thyre (en) : Coach Cherri Wolf
- Dolores Duffy (en) : Iris Puffybush
- Janeane Garofalo : Cassie Pines
- Maria Thayer : Tammi Littlenut
- Orlando Pabotoy : Orlando Pinatubo
- Jack Ferver : Jimmy Tickles

## Épisodes

### Première saison (1999)
0. titre français inconnu (Retardation: A Celebration) (pilote non-diffusé)
1. titre français inconnu (Old Habits, New Beginnings)
2. titre français inconnu (A Burden's Burden)
3. titre français inconnu (Dreams on the Rocks)
4. titre français inconnu (Who Wants Cake?)
5. titre français inconnu (Bogie Nights)
6. titre français inconnu (Let Freedom Ring)
7. titre français inconnu (Feather in the Storm)
8. titre français inconnu (To Be Young, Gifted, and Blank)
9. titre français inconnu (Jerri Is Only Skin Deep)
10. titre français inconnu (The Trip Back)

### Deuxième saison (2000)
1. titre français inconnu (The Virgin Jerri)
2. titre français inconnu (Behind Blank Eyes)
3. titre français inconnu (Yes, You Can't)
4. titre français inconnu (The Goodbye Guy)
5. titre français inconnu (The Blank Page)
6. titre français inconnu (Hit and Run)
7. titre français inconnu (To Love, Honor, and Pretend)
8. titre français inconnu (Blank Stare: Part 1)
9. titre français inconnu (Blank Stare: Part 2)
10. titre français inconnu (A Price Too High for Riches)

### Troisième saison (2000)
1. titre français inconnu (Jerri’s Burning Issue)
2. titre français inconnu (Is Freedom Free?)
3. titre français inconnu (Trail of Tears)
4. titre français inconnu (Is My Daddy Crazy?)
5. titre français inconnu (Blank Relay)
6. titre français inconnu (Invisible Love)
7. titre français inconnu (Ask Jerri)
8. titre français inconnu (There Once Was a Blank from Nantucket)
9. titre français inconnu (Bully)
10. titre français inconnu (The Last Temptation of Blank)

## Adaptation
La série est adaptée en film en 2006, réalisé par Paul Dinello (en). La plupart des acteurs y reprennent leur rôle.